# バルール
バルール（フランス語 : Valeur）は、造形芸術である絵画の制作や鑑賞に関わる概念である。絵画の画面における、明暗と位置関係の対応、及び、位置関係の指示の程度をバルールと呼ぶ。
バルールは、色価（しきか）と訳される。Valeurに対応する英語はValue（バリュー）であり、価値、評価、明度等の意味がある。Valueは色価の意味でも使用される。

## 内容
実際に複数の色を並置すると、それぞれの色の明暗に応じて、一方が他方より前進ないし後退して見える。その程度は相互の明度差、面積、当該色それぞれの構成方法とその関係性などによって変化する。それ故例えば、明度のみによって判じることは出来ない。この視覚効果は、絵画の画面における形象の前後関係、遠近関係、位置感の指示・表現に応用できる。このとき、明暗と位置関係の対応、及び、位置関係の指示の程度をバルールと呼ぶ。そして、明暗と位置関係の対応・位置関係の指示が適切である場合に「バルールが合っている」、明暗と位置関係の指示・対応が不適切である場合に「バルールが狂っている」などと言い、造形要素の実効若しくは絵画自体の適切性や価値の判断に用いる。絵画造形の根幹であるとされる場合も多い。
しかしながら、絵画を制作した本人には「バルールが合って」見えていても、間主観的には「バルールが狂っている」という事態もしばしば成立する。この事態は、初学者や年齢を重ねてから絵画制作に取り組んだ人に多く成立する。現代では、作家それぞれの経験も関係するとされ、バルールの相貌を捉えることは困難であるとも言われる。また、絵画鑑賞に慣れていない人にとっては、作家自身によって若しくは作家間で使用されているような意味・程度でバルールを把握するのは困難であるようで、作家の了解するところのバルールについて話しても理解されないというような場面も見受けられる。現実的には、バルールは全ての人が与り知るところのものではないし、すべての画家が的確なバルールを構成出来るわけでもない。また、レオナルド・ダ・ヴィンチ、ペーテル・パウル・ルーベンス、レンブラント・ファン・レイン等、いわゆる巨匠のバルールは卓抜である。